# Alstroemeria pseudospathulata
Alstroemeria pseudospathulata är en alströmeriaväxtart som beskrevs av Ehrentraut Bayer. Alstroemeria pseudospathulata ingår i släktet alströmerior, och familjen alströmeriaväxter. Inga underarter finns listade i Catalogue of Life.